# Finding Stuff Out
Finding Stuff Out es un programa de televisión canadiense para niños, que se estrenó en el bloque de programación TVOKids de TVOntario en 2012. Presentado por Harrison Houde durante las primeras tres temporadas y Zoey Siewert desde la temporada 4 en adelante, el programa educa a los espectadores sobre temas científicos. La serie fue creada por Edward Kay y Jonathan Finkelstein.
Desde entonces, se ha sindicado a otros canales de programación para niños, incluidos Knowledge Network, Pop, Nat Geo Kids e Ion Television/Qubo.
La serie fue nominada tres veces al Canadian Screen Award por Programa de no ficción para niños o jóvenes, en los 1st Canadian Screen Awards en 2013, los 2nd Canadian Screen Awards en 2014 y los 4th Canadian Screen Awards en 2016. Ganó el premio en 2016. En 2013, el programa también fue nominado al Canadian Screen Award como Mejor Proyecto Infantil Multiplataforma para Medios Digitales por sus componentes en línea.